# Hai florin
Hai florin hay florin kép (tương đương với 4 shilling) là một trong những mệnh giá xu bạc của Vương quốc Anh có tuổi thọ ngắn nhất trong lịch sử tiền tệ của quốc gia này. Chúng chỉ được đúc trong 4 năm từ 1887 đến 1890 với một số lượng xu khá khiêm tốn. Đồng bạc double florin nặng 22,62 gam (được hiểu là bằng 8/11 troy ounce) và có đường kính 36 mm (1,4 in).
Mặt trước của đồng xu là chân dung của Victoria của Anh với dòng chữ "VICTORIA - DEI GRATIA" (Victoria - Nhờ ân sủng của Chúa), trong khi đó mặt sau thể hiện 4 chiếc khiên hình thánh giá mang biểu tượng của Anh, Scotland và Ireland, được thiết kế theo phong cách đồng tiền vàng Charles II của Anh do John Roettiers thiết kế; dòng chữ ở mặt sau ghi, "FID DEF BRITT REG date"
Nếu so với đồng 1 crown cùng thời thì đồng 1 crown có giá trị cao hơn một chút, tương đương với 25%, vì đồng 1 crown được định giá là 5 shilling, trong khi đó double florin là 4 shilling. Điểm chung của mặt trước 2 xu này tương đồng nhau với chân dung Victoria của Anh.
Tuy xu bạc double florin nhỏ hơn đồng bạc 1 crown 25%, nhưng ngày nay, giới sưu tầm xu định giá đồng double florin cao hơn 1 corwn.

## Danh sách trọn bộ 4 xu bạc double florin (1887 - 1890)
| Hình ảnh                                                                                             | Năm  | Đường kính | Trọng lượng | Tỷ lệ (Bạc) | Số lượng xu được đúc |
| --- | ---- | ---------- | ----------- | ----------- | -------------------- |
| [[Tập tin:2 florin Victoria - 1887 - 2.png\|thumb\|center\|250px\|2 florin Victoria của Anh - 1887]] | 1887 | 36,0 mm    | 22,62 gr    | 92,5%       | 483.300              |
| [[Tập tin:2 florins Victoria 1888.png\|thumb\|center\|250px\|2 florin Victoria của Anh - 1888]]      | 1888 | 36,0 mm    | 22,62 gr    | 92,5%       | 243.300              |
| [[Tập tin:1 florin Victoria - 1889.png\|thumb\|center\|250px\|2 florin Victoria của Anh - 1889]]     | 1889 | 36,0 mm    | 22,62 gr    | 92,5%       | 1.185.100            |
| [[Tập tin:1 florin Victoria - 1890.png\|thumb\|center\|250px\|2 florin Victoria của Anh - 1890]]     | 1890 | 36,0 mm    | 22,62 gr    | 92,5%       | 782.100              |